# Oman ai Giochi della XXXIII Olimpiade
L'Oman ha partecipato ai Giochi della XXXIII Olimpiade, svoltisi a Parigi dal 26 luglio all'11 agosto 2024, con una delegazione di 4 atleti, 3 uomini e una donna, in 3 discipline.
I portabandiera alla cerimonia di apertura sono stati Ali Anwar Al-Balushi e Mazoon Al-Alawi.

## Delegazione
| Sport            | Uomini | Donne | Totale |
| ---------------- | ------ | ----- | ------ |
| Atletica leggera | 1      | 1     | 2      |
| Nuoto            | 1      | 0     | 1      |
| Tiro             | 1      | 0     | 1      |
| Totale           | 3      | 1     | 4      |

## Risultati

### Atletica leggera
| Q | Qualificato al turno successivo per la posizione in qualificazione                                                           |
| q | Qualificato per il turno successivo per ripescaggio o, negli eventi su campo, conquistando la misura minima per qualificarsi |

Maschile
Eventi su pista e strada
| Atleta               | Evento      | Preliminari | Preliminari | Batterie  | Batterie  | Semifinale      | Semifinale      | Finale          | Finale          |
| Atleta               | Evento      | Risultato   | Posizione   | Risultato | Posizione | Risultato       | Posizione       | Risultato       | Posizione       |
| -------------------- | ----------- | ----------- | ----------- | --------- | --------- | --------------- | --------------- | --------------- | --------------- |
| Ali Anwar Al-Balushi | 100 m piani | Bye         | Bye         | 10"26     | 6º        | non qualificato | non qualificato | non qualificato | non qualificato |

Femminile
Eventi su pista e strada
| Atleta          | Evento      | Preliminari | Preliminari | Batterie        | Batterie        | Semifinale      | Semifinale      | Finale          | Finale          |
| Atleta          | Evento      | Risultato   | Posizione   | Risultato       | Posizione       | Risultato       | Posizione       | Risultato       | Posizione       |
| --------------- | ----------- | ----------- | ----------- | --------------- | --------------- | --------------- | --------------- | --------------- | --------------- |
| Mazoon Al-Alawi | 100 m piani | 12"58       | 7ª          | non qualificata | non qualificata | non qualificata | non qualificata | non qualificata | non qualificata |

### Nuoto
Maschile
| Atleta        | Evento             | Batterie | Batterie  | Semifinali      | Semifinali      | Finale          | Finale          |
| Atleta        | Evento             | Tempo    | Posizione | Tempo           | Posizione       | Tempo           | Posizione       |
| ------------- | ------------------ | -------- | --------- | --------------- | --------------- | --------------- | --------------- |
| Issa Al-Adawi | 100 m stile libero | 53"19    | 70º       | non qualificato | non qualificato | non qualificato | non qualificato |

### Tiro a segno/volo
Maschile
| Atleta         | Evento        | Qualificazione | Qualificazione | Finale          | Finale          |
| Atleta         | Evento        | Punteggio      | Classifica     | Punteggio       | Classifica      |
| -------------- | ------------- | -------------- | -------------- | --------------- | --------------- |
| Said Al-Khatri | Trap maschile | 114            | 30º            | non qualificato | non qualificato |